# Levanger
Levanger er en by og kommune i Trøndelag fylke i Norge. Den grænser i nordøst til Verdal, i syd til Stjørdal og i vest til Frosta. Over Trondheimsfjorden ligger Inderøy.
Byen ligger centralt med både havn ud til fjorden, Europavej E6 til Jämtland i Sverige og Trondheim i syd.
Kommunen er et resultat af kommunesammenlægningen i 1962 og 1964. 1. januar 1962 blev bykommunen Levanger og landkommunerne Skogn, Åsen og Frol slået sammen til landkommunen Levanger. 1. januar 1964 blev Ytterøy indlemmet i Levanger.

## Geografi
Levanger ligger ved en arm af Trondheimsfjorden og selve bykernen ligger ved et lille sund, som går gennem området rundt om byen. Mod nord, øst, og syd er der store landbrugsområder med flere småbyer som Mule, Okkenhaug, Markabygda, Skogn og Åsen. Mod øst og syd er der desuden også store skov- og fjeldområder med Hårskallen (735 m.o.h.) som det højeste punkt, der ligger i Frolfjellet.

## Erhvervsliv
Hovederhvervet i kommunen er landbrug med sine 120 km² med landbrugsareal. Den vigtigste industrivirksomhed i Levanger kommune er Norske Skogs papirfabrikk i Skogn, som har omtrent 650 ansatte.

## Historie
Byen har opnået formel bystatus to gange, først fra 1836 og frem til kommunesammenlægningen i 1962, derefter igen i 1997.
Det findes spor af handel i Levanger-området helt fra jernalderen. Levanger harr således fra gammel tid været kendt som en handelsby, som har haft traditioner for handel med Jämtland og Nordland. Disse traditioner opretholdes med det årlige historiske marked, Marsimartnan, som afholdes i februar/marts.

### Raud Vinter
Fra 9. september til 1. oktober 2006 blev teaterforestillingen Raud Vinter (da. Rød Vinter) for første gang opført på Levanger Torv. Forestillingen er en historisk fortælling om konflikten mellem fattigfolket i Levanger og Levangers borgerskab, baseret på Torvald Sunds fortolkning af de dramatiske hændelser tre dage i februar 1851. Disse begivenheder går også under navnet Levangeroprøret. Oprøret blev udløst af arrestationen af den gennemrejsende Thrane-agitator Carl Johan Michelsen, leder for en af de tidlige norske arbejderbevægelser, Thranebevægelsen. Til sidste blev militær fra Rinnleiret i Verdal indkaldt for at slå opstanden ned. Hændelserne blev omtalt i The Times og i Le Figaro.